# Svastra sila
Svastra sila är en biart som först beskrevs av Laberge 1956.  Svastra sila ingår i släktet Svastra och familjen långtungebin. Inga underarter finns listade i Catalogue of Life.